# Pochazoides trimaculata
Pochazoides trimaculata är en insektsart som beskrevs av Synave och Victor Lallemand 1952. Pochazoides trimaculata ingår i släktet Pochazoides och familjen Ricaniidae. Inga underarter finns listade i Catalogue of Life.